# 岡山県道200号坂根停車場線
岡山県道200号坂根停車場線（おかやまけんどう200ごう さかねていしゃじょうせん）は一般県道である。

## 概要
JR西日本芸備線 坂根駅と国道182号を結ぶ。
中国自動車道をくぐり、神代（こうじろ）川を渡って終点に至る短距離路線。県道であることを示す物件は国道182号にある路線表示だけである。
以前は島根県仁多郡横田町（当時）にも同名の路線（島根県道219号坂根停車場線）があったが、2000年（平成12年）に廃止されている。

### 路線データ
- 起点：岡山県新見市神郷下神代（JR西日本芸備線 坂根駅前）
- 終点：岡山県新見市神郷下神代（国道182号交点）
- 総延長：125 m

## 歴史
- 2006年（平成18円）4月1日 - 県道の管理権限を岡山県から新見市へ移譲[1]。

## 地理

### 通過する自治体
- 新見市

### 交差する道路
| 交差する道路 | 交差する場所           | 交差する場所 |
| ------------ | ---------------------- | ------------ |
| 国道182号    | 神郷下神代（こうじろ） | 終点         |

### 沿線
- JR西日本芸備線 坂根駅